# Бёрджесс, Энни
Энни Лилиан Бёрджесс (англ. Annie Lilian Burgess; в замужестве Ла Флёр (англ. La Fleur); род. 10 марта 1969 года в Порт-Морсби, Новая Гвинея, Папуа — Новая Гвинея) — австралийская профессиональная баскетболистка, выступала в женской национальной баскетбольной ассоциации (ВНБА) и женской национальной баскетбольной лиге (ЖНБЛ). Не выставляла свою кандидатуру на драфт ВНБА 1999 года, но ещё до начала очередного сезона подписала соглашение с командой «Миннесота Линкс». Играла в амплуа атакующего защитника. Трёхкратная чемпионка женской НБЛ (1993, 1997, 2001).
В составе национальной сборной Австралии она стала серебряным призёром Олимпийских игр 2000 года в Сиднее и выиграла бронзовые медали чемпионата мира 1998 года в Германии, а также заняла четвёртое место на домашнем чемпионата мира 1994 года, .

## Ранние годы
Энни Бёрджесс родилась 10 марта 1969 года в городе Порт-Морсби, столице государства Папуа — Новая Гвинея.